# Oudenodon
Oudenodon è un genere estinto di terapsidi, appartenente ai dicinodonti. Visse nel Permiano medio - superiore (Capitaniano, circa 265 - 259 milioni di anni fa) e i suoi resti fossili sono stati ritrovati in Africa e in Asia.

## Descrizione
Questo animale possedeva un cranio piuttosto lungo e basso, dotato di una regione postorbitale molto allungata e di finestre temporali dietro le orbite molto ampie. Il muso era corto e dotato di un becco corneo piuttosto largo e poco tagliente; al contrario della maggior parte delle forme simili (i dicinodonti), Oudenodon era sprovvisto delle caratteristiche zanne caniniformi superiori. Al posto dei canini, Oudenodon era dotato di due robusti processi caniniformi, mentre nella parte posteriore delle fauci erano presenti creste ossee postcaniniformi.
Il cranio di Oudenodon era lungo circa 12 - 15 centimetri, e l'animale intero doveva raggiungere il metro di lunghezza. Il corpo era a forma di botte, allungato e sorretto da quattro brevi arti robusti e sporgenti dai lati del corpo.

## Classificazione
Oudenodon è un tipico rappresentante dei dicinodonti, un gruppo di terapsidi erbivori sviluppatisi nel Permiano e nel Triassico. Oudenodon, malgrado la sua antichità, è considerato un membro abbastanza derivato del gruppo; il clade di cui fa parte (Cryptodontia) è considerato il sister group del clade più derivato tra i dicinodonti (Dicynodontoidea), di cui fanno parte generi ben noti come Dicynodon, Lystrosaurus e Kannemeyeria.
Affine a Oudenodon è Tropidostoma, che si distingueva principalmente per la presenza di un paio di zanne superiori. Alcuni esemplari di Tropidostoma, tuttavia, sono sprovvisti di tali zanne e la distinzione tra i due generi non è immediatamente coglibile; altre differenze morfometriche e dati stratigrafici, però, sono sufficienti a stabilire la differenza tra Oudenodon e Tropidostoma (Botha e Angielczyk, 2007).

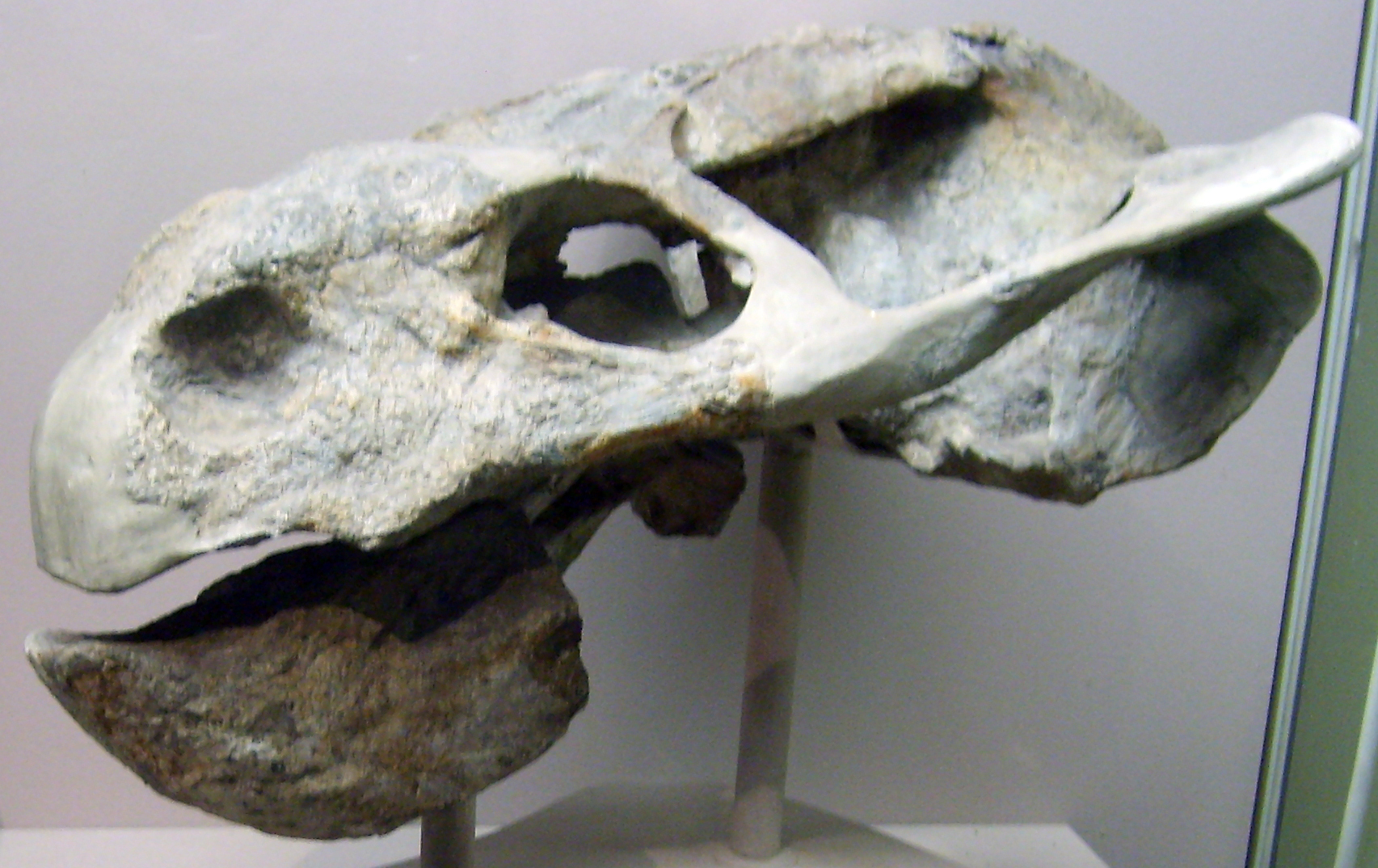
Cranio di Oudenodon bainii

Oudenodon è stato descritto per la prima volta nel 1859 da Richard Owen, sulla base di resti fossili ritrovati nel Permiano superiore del Karroo (Sudafrica). La specie tipo è Oudenodon bainii; altre specie del Permiano sudafricano includono O. grandis, O. greyi, O. prognathus e O. latirostris. In Zambia è nota la specie O. luangwensis, mentre O. sakamenensis, descritta nel 1991, è stata la prima specie di dicinodonte ad essere ritrovata in Madagascar. Altri resti attribuiti a Oudenodon sono stati ritrovati in India.

## Paleobiologia
Uno studio istologico ha permesso di ipotizzare il modo di crescita e lo stile di vita di Oudenodon. Si suppone che la crescita iniziale di Oudenodon fosse piuttosto rapida durante le stagioni favorevoli, ma decrescesse o cessasse completamente durante le stagioni non favorevoli. La crescita era ciclica e potrebbe essere stata sensibile ai mutamenti climatici. Le caratteristiche delle ossa permettono inoltre di riconoscere un'età in cui la crescita decelerava, probabilmente in relazione con la raggiunta maturità sessuale. I risultati della sezione di alcune ossa, inoltre, hanno rivelato una corteccia molto spessa, che indicherebbe un possibile adattamento a scavare. Questi valori, uniti con la morfologia robusta delle zampe, suggeriscono che Oudenodon fosse un animale dalle abitudini fossorie (Botha, 2003).

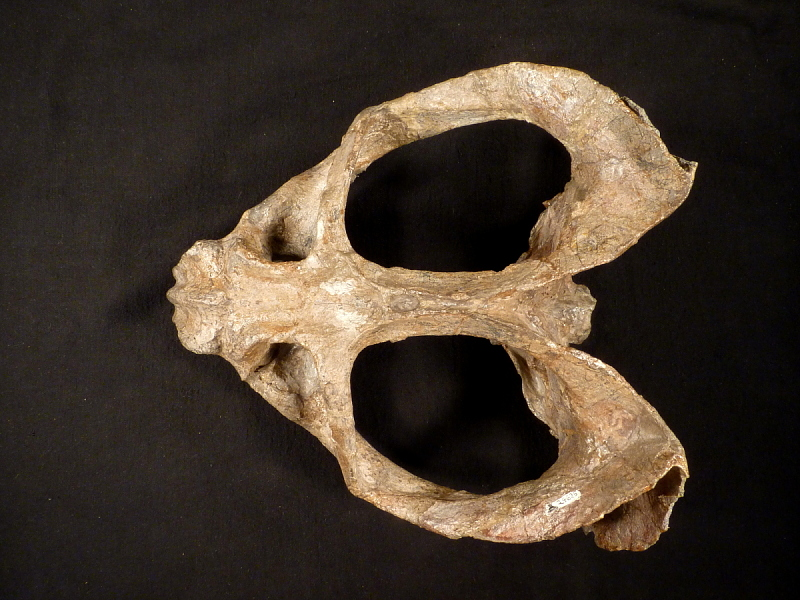
Cranio di Oudenodon baini visto dall'alto

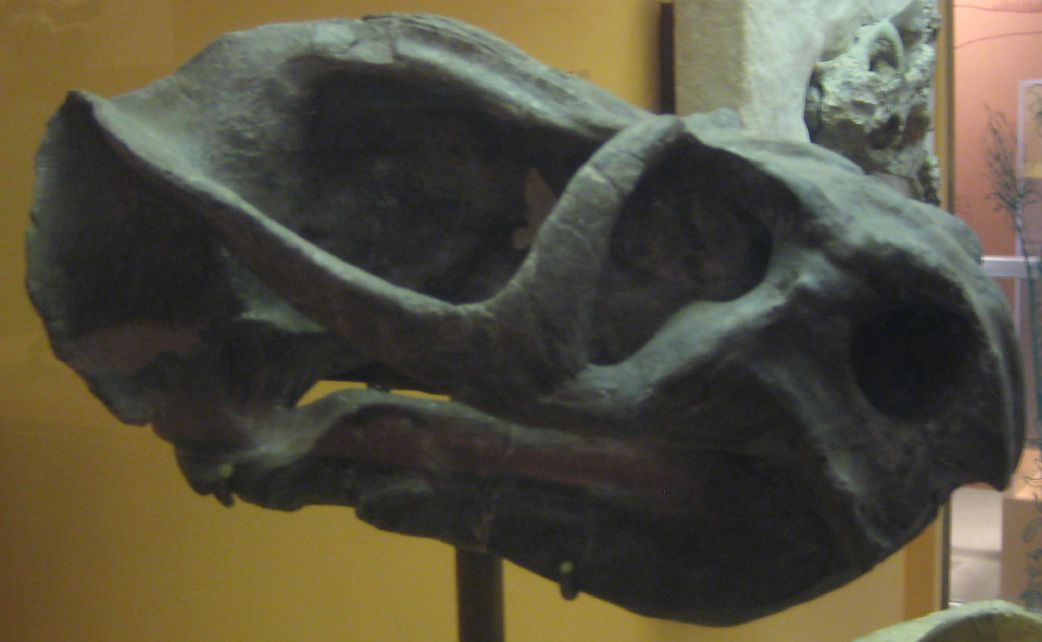
Cranio di Oudenodon latirostris

Studi riguardanti la morfologia delle fauci di Oudenodon hanno rivelato che questo animale, al contrario di alcuni dicinodonti successivi, era incapace di muovere la mandibola in senso laterale. La mandibola, infatti, era costretta all'interno dello stretto semicerchio palatale, formato dai processi caniniformi e dalle creste postcaniniformi, e l'articolazione delle mascelle dal doppio condilo a forma di W permetteva solo un movimento anteroposteriore della mandibola. Il becco, inoltre, non era usato per sminuzzare il cibo, ma solo per trattenere foglie e altro materiale tenero. Il becco poteva essere usato per ancorare la vegetazione contro il palato, cosicché l'animale potesse esercitare i forti muscoli del collo per strappare i vegetali. Lo sminuzzamento avveniva poi quando la mandibola veniva retratta, grazie all'azione dell'osso palatino corrugato e delle taglienti creste postcaniniformi (Jasinoski et al., 2009).